# Fernando Carlomagno
Fernando «Pipo» Carlomagno (Rosario; 13 de agosto de 1993) es un nadador paralímpico argentino, representante de F.A.De.Pa.C (Federación Argentina de Deportes para Parálisis Cerebral).
Obtuvo el segundo puesto en la categoría de natación de Tokio 2020. También obtuvo el séptimo puesto en el Campeonato Mundial de natación IPC 2013 Montreal, Canadá y en el Campeonato Mundial 2015 Glasgow, Escocia. Pipo es Campeón y récord parapanamericano en la prueba de 100 m espalda categoría S8, subcampeón en 100 m pecho y bronce en la posta argentina 4 x 100 m libre.

Fue múltiple medallista en los Juegos Suramericanos de 2014 en Santiago de Chile, consagrándose abanderado de la selección argentina en la ceremonia de clausura de dicho evento. Durante el año 2016, además de conseguir la medalla de bronce en el Campeonato Europeo en la ciudad de Funchal, Portugal, obtuvo también su máximo éxito deportivo: finalista olímpico en su prueba principal, consiguiendo su mejor marca y quedando en el sexto lugar. Está becado por la Secretaría de Deportes de la Nación y por la Ente Nacional de Alto Rendimiento Deportivo (Enard).

## Historia
Fernando nació en Rosario, provincia de Santa Fe. Desde muy pequeño se interesó por el deporte y comenzó a nadar desde los dos años. Su padre, Fernando Carlomagno, fue también nadador paralímpico, y representó a la Argentina en tres Juegos Paralímpicos (Atlanta 1996, Sídney 2000 y Atenas 2004). Su madre, por su parte, es profesora de educación física.
Desde el año 2010 hasta el 2012, Pipo representó al Club Atlético River Plate, y actualmente es nadador de Echesortu Futbol Club, entrenado por Gustavo D'Andrea. Su preparación física y evaluaciones las realiza junto a los Licenciados Raúl Festa y Lisandro Ruffo en el gimnasio Altos de Balcarce.
En mayo del 2015, Carlomagno consiguió realizar la marca A clasificatoria para los Juegos Paralímpicos Río de Janeiro 2016, en el Caixa Open, San Pablo, Brasil, con un tiempo de 1'11"70. Durante los Juegos Paralímpicos, bajó su marca a 1'07"33, finalizando sexto y consiguiendo, además, el récord sudamericano de su categoría.
En el año 2021, Pipo clasificó en los Juegos Olímpicos de Tokio 2020, juego en el que ganó la medalla de plata con un tiempo de 1'8"83 y consiguiendo el segundo récord mundial en su especialidad.
En abril del 2022, Fernando publicó su libro "Una medalla para Aurora" en el cual cuenta sobre su vida personal y profesional. Este libro es el séptimo de la colección "Somos deportistas" en la que se cuentan otras historias de atletas similares a Pipo.

## Resultados
Juegos paralímpicos
| 2016 | Río de Janeiro, Brasil | 6.º Puesto 100 m Espalda S8 - 1'07"33 |
| 2021 | Tokio, Japón           | 2.º Puesto 100 m Espalda S7 - 1'8"83  |

Campeonatos mundiales
| 2013 | Montreal, Canadá | 7.º Puesto 100 m Espalda S8 - 1'12"72 |
| 2015 | Glasgow, Escocia | 7.º Puesto 100 m Espalda S8 - 1'10"88 |

Juegos parapanamericanos
| 2011 | Guadalajara, México | 3.º Puesto (BRONCE) 100 m Libre             |
| 2015 | Toronto, Canadá     | 1.º Puesto (ORO) RP 100 m Espalda - 1'10"34 |
| 2015 | Toronto, Canadá     | 2.º Puesto (PLATA) 100 m Pecho - 1'34"04    |
| 2015 | Toronto, Canadá     | 3.º Puesto (BRONCE) 4 × 100 m Libre -       |

Juegos parasuramericanos
| 2014 | Santiago, Chile | 1.º Puesto (ORO) 100 m Libre - 1'07"45     |
| 2014 | Santiago, Chile | 1.º Puesto (ORO) 100 m Pecho - 1'35"00     |
| 2014 | Santiago, Chile | 1.º Puesto (ORO) 400 m Libre - 5'17"15     |
| 2014 | Santiago, Chile | 1.º Puesto (ORO) 4 x 100 m Libre -         |
| 2014 | Santiago, Chile | 2.º Puesto (PLATA) 100 m Espalda - 1'14"30 |

- Debido a la gran cosecha de medallas, Pipo se consagró abanderado de la selección Argentina.